# 天壇
座標: 北緯39度52分56.1秒 東経116度24分23.7秒 / 北緯39.882250度 東経116.406583度
天壇（てんだん、簡体字中国語: 天坛、拼音: Tiāntán、満洲語：ᠠᠪᡣᠠᡞ
ᡝᠨᡩᡠᡵᡳ
ᠮᡠᡴ᠋ᡩᡝᡥᡠᠨ、転写：abkai enduri mukdehun）は、中華人民共和国北京市東城区に位置する史跡で、明朝から清朝にかけて、皇帝が天に対して祭祀（祭天）を行った宗教的な施設（祭壇）である。敷地面積は約273ha。
明の永楽18年（1420年）、永楽帝が建立したとされる。建設当時は天地壇と呼ばれていたが、嘉靖13年（1534年）、天壇と地壇に分離、天壇と呼ばれるようになった。1998年よりユネスコの世界遺産（文化遺産）に、天壇：北京の皇帝の廟壇として登録された。2024年7月27日に「北京中軸線：中華の理想的秩序を示す建造物群」の一部としてもう一つの世界遺産に登録された。中国の5A級観光地（2007年認定）。
天壇の周辺は天壇公園として指定され、敷地内には約3600本のイブキやコノテガシワからなる広大なヒノキ林がある。

## 構成

### 圜丘壇(muheliyen muhun)[6]
皇帝が天を祭るための儀式を執り行う場所である。毎年冬至に豊作を祈る儀式を行い、雨が少ない年は雨乞いを行った。
形は天円地方の宇宙観に則り円形である。また欄干や階段などが陰陽思想でいう最大の陽数である9や、その倍数で構成されている。各壇の直径を合計すると45丈であり、これは単に9の倍数という意味だけでなく、九五之尊という意味も持つ。
天壇では後述する祈年殿が有名であるが、本来的な意味では圜丘殿こそが最も重要な場所である。

### 皇穹宇(abkai han i ordo)[6]
皇室の皇に、大空を表す穹と、宇宙の宇という字を書く。圜丘で祭事が行なわれる時、壇の上に置かれる天の神や、歴代の皇帝の位牌をふだん安置しておく所である。

### 祈年殿(aniya baire deyen)[6]
天壇でもっとも有名とされる建造物の一つで、天安門や紫禁城とともに北京のシンボル的存在とされる。祈年殿では皇帝が正月の上辛五穀豊穣を祈りを捧げた。祈年殿は直径32m、高さ38m、25本の柱に支えられる祭壇で現存する中国最大の祭壇。中国建築史上重要な建造物とされる。木造で宝頂は金メッキがなされている。屋根は瑠璃瓦葺きの三層になっており、明の時代には上から青・黄・緑となっていたが1751年にすべて青色に変えられた。1889年落雷により焼失したが、1896年に再建されている。1982年より毎年発行されているパンダ金貨の裏面にも共通して描かれている。

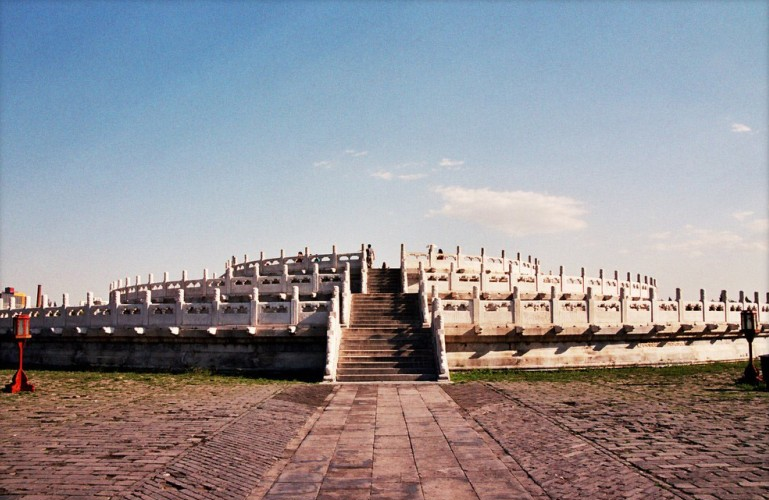
圜丘壇
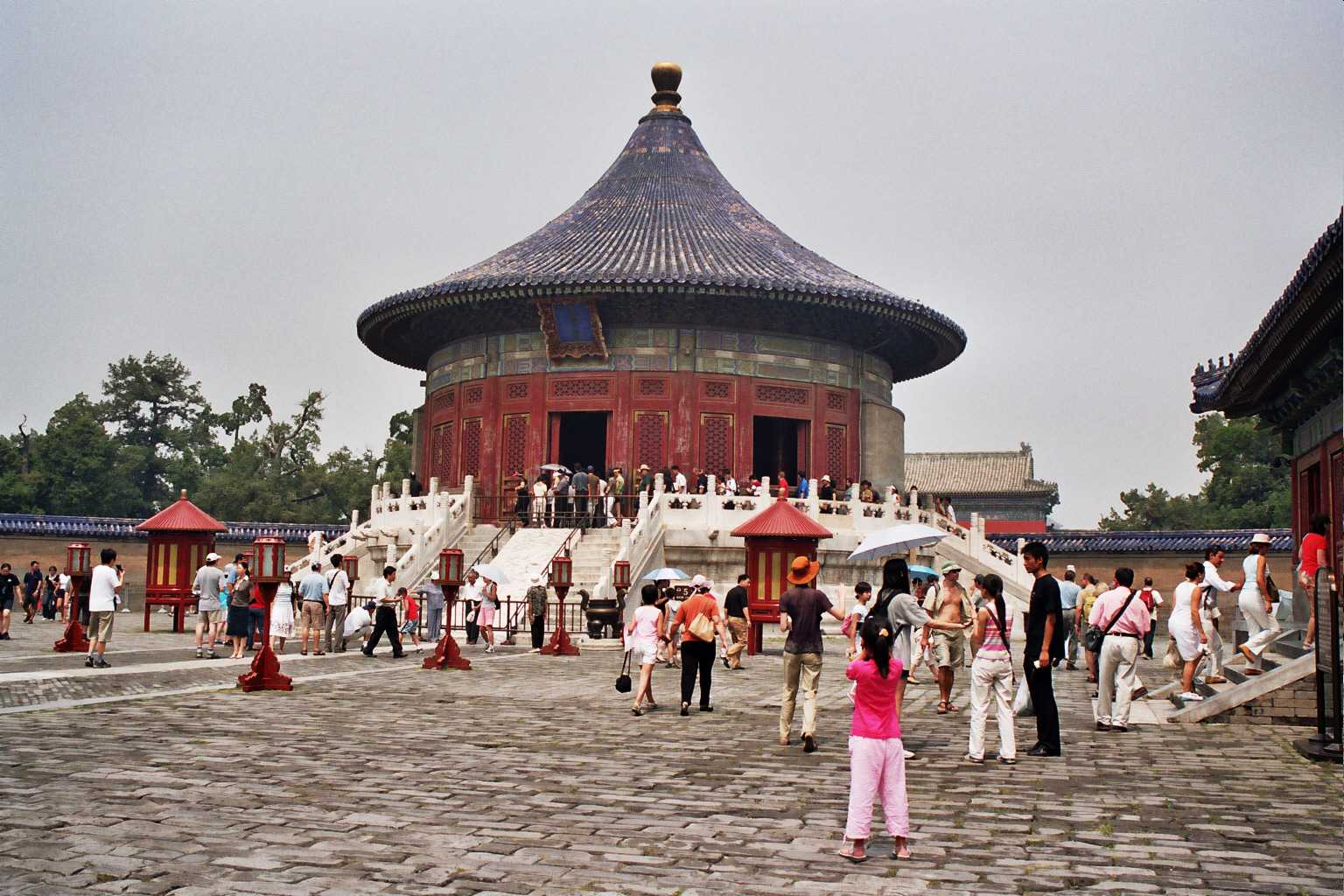
皇穹宇
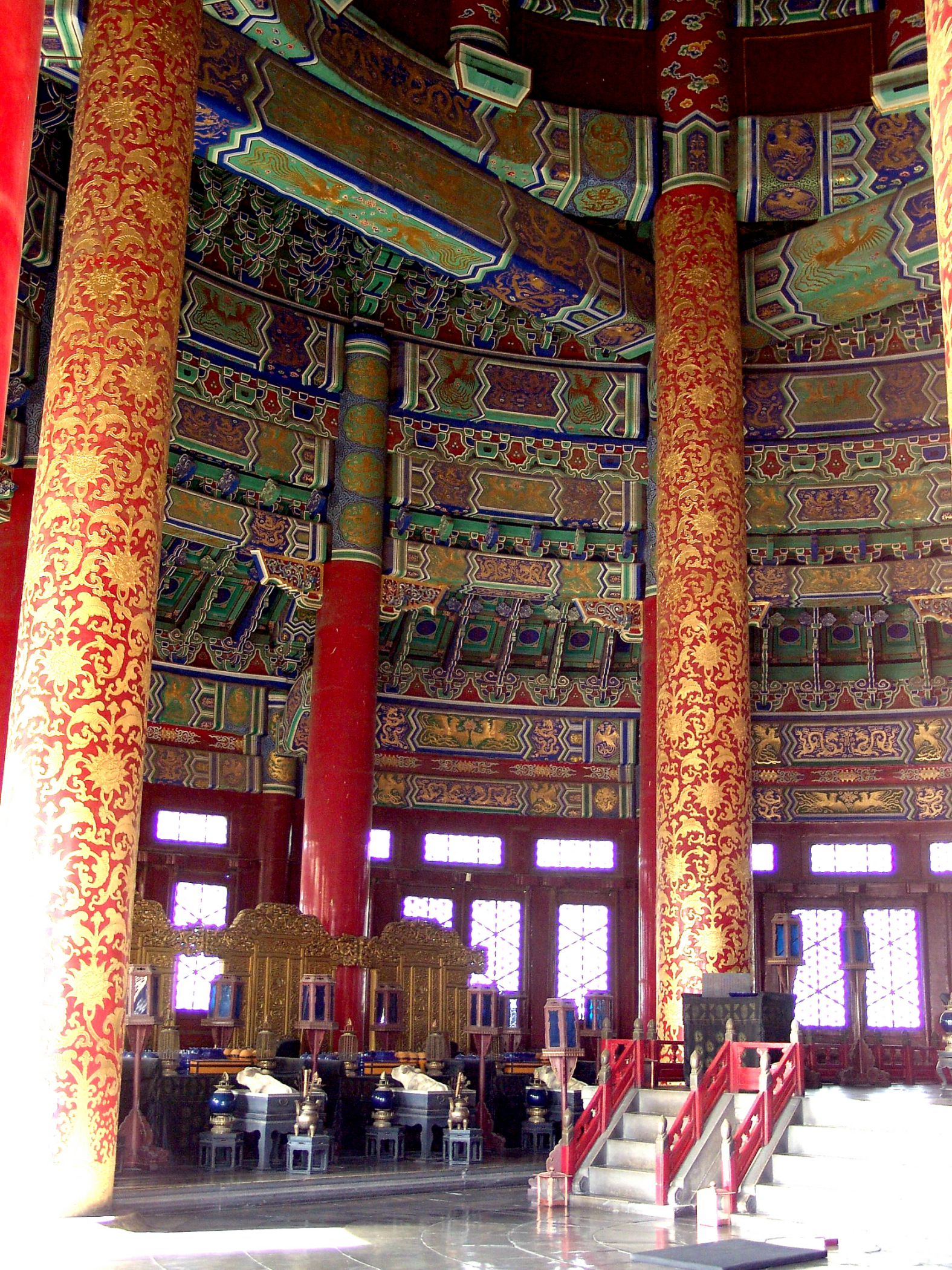
祈年殿の内部

## 登録基準
この世界遺産は世界遺産登録基準のうち、以下の条件を満たし、登録された（以下の基準は世界遺産センター公表の登録基準からの翻訳、引用である）。
- (1) 人類の創造的才能を表現する傑作。
- (2) ある期間を通じてまたはある文化圏において、建築、技術、記念碑的芸術、都市計画、景観デザインの発展に関し、人類の価値の重要な交流を示すもの。
- (3) 現存するまたは消滅した文化的伝統または文明の、唯一のまたは少なくとも稀な証拠。